# 康塞普西翁 (胡寧大區)

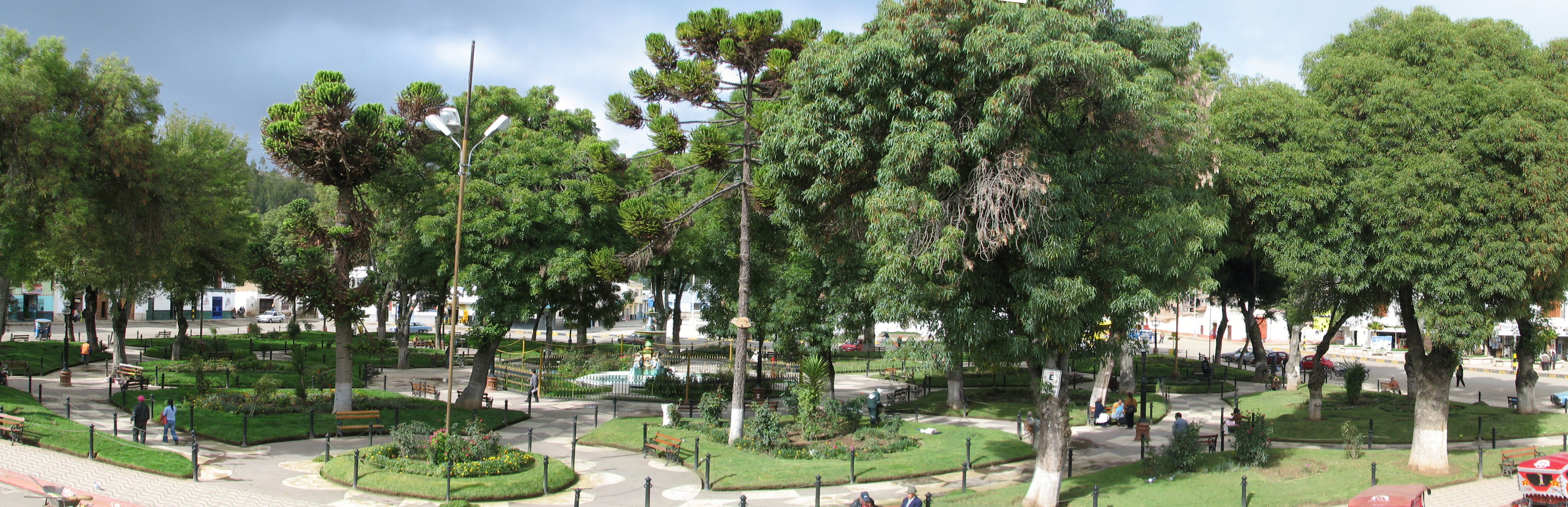

康塞普西翁（西班牙語：Concepción），是秘魯的城鎮，位於該國中部胡寧大區，是康塞普西翁省的首府，處於曼塔羅河東北面，距離萬卡約22公里，始建於1537年12月8日，海拔高度3,283米。